# Stazione di Soveria Mannelli
La stazione di Soveria Mannelli è una stazione ferroviaria posta a 756 metri s.l.m. sulla linea Cosenza-Catanzaro Lido. Serve il centro abitato di Soveria Mannelli.

## Movimento
La stazione è servita dai treni diretti a Catanzaro Città.
È il capolinea temporaneo della linea proveniente da Catanzaro in attesa del ripristino del tratto fino a Rogliano.

Dal 15 luglio 2023 viene chiusa insieme alla tratta verso Catanzaro Città per lavori di manutenzione all'infrastruttura.

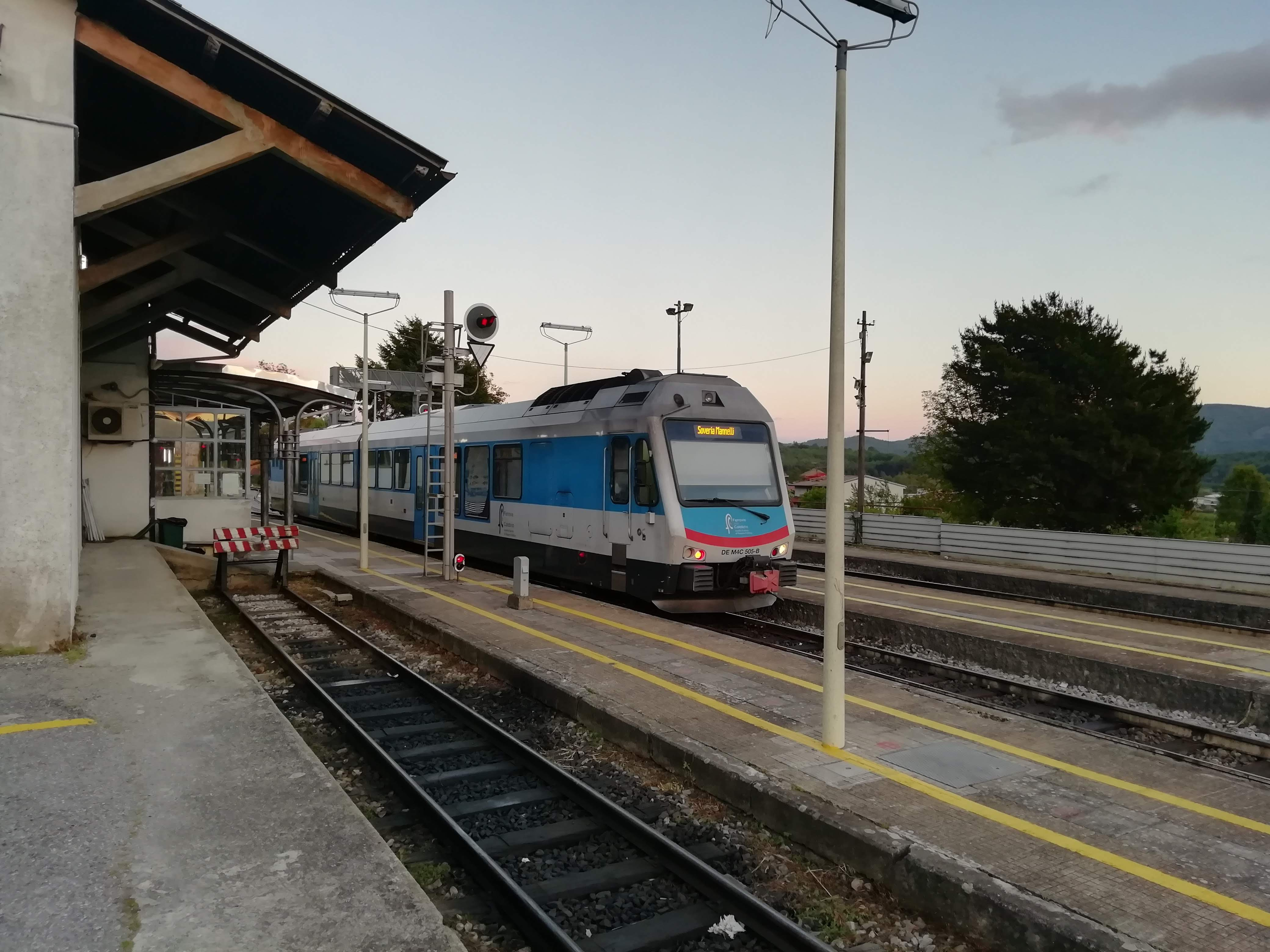
Un'automotrice Stadler DE M4c.500 alla stazione di Soveria Mannelli nel maggio 2021